# Редвотер (Техас)
Редвотер (англ. Redwater) — місто (англ. city) в США, в окрузі Бові штату Техас. Населення — 853 особи (2020).

## Географія
Редвотер розташований за координатами 33°21′30″ пн. ш. 94°15′22″ зх. д. / 33.35833° пн. ш. 94.25611° зх. д. (33.358343, -94.256165).  За даними Бюро перепису населення США в 2010 році місто мало площу 5,16 км², з яких 5,15 км² — суходіл та 0,00 км² — водойми.

## Демографія
Згідно з переписом 2010 року, у місті мешкало 1057 осіб у 381 домогосподарстві у складі 293 родин. Густота населення становила 205 осіб/км².  Було 411 помешкання (80/км²).
Расовий склад населення:
| - 85,9 % — білих - 10,0 % — чорних або афроамериканців - 0,8 % — корінних американців - 0,2 % — азіатів - 1,5 % — осіб інших рас |

До двох чи більше рас належало 1,6 %. Частка іспаномовних становила 2,0 % від усіх жителів.
За віковим діапазоном населення розподілялося таким чином: 31,2 % — особи молодші 18 років, 59,2 % — особи у віці 18—64 років, 9,6 % — особи у віці 65 років та старші. Медіана віку мешканця становила 32,8 року. На 100 осіб жіночої статі у місті припадало 97,2 чоловіків;  на 100 жінок у віці від 18 років та старших — 90,8 чоловіків також старших 18 років.
Середній дохід на одне домашнє господарство  становив 57 031 долар США (медіана — 43 125), а середній дохід на одну сім'ю — 59 700 доларів (медіана — 42 857). За межею бідності перебувало 18,0 % осіб, у тому числі 29,8 % дітей у віці до 18 років та 0,0 % осіб у віці 65 років та старших.
Цивільне працевлаштоване населення становило 488 осіб. Основні галузі зайнятості: освіта, охорона здоров'я та соціальна допомога — 18,6 %, роздрібна торгівля — 18,4 %, мистецтво, розваги та відпочинок — 12,7 %, будівництво — 11,9 %.